# São Cristóvão

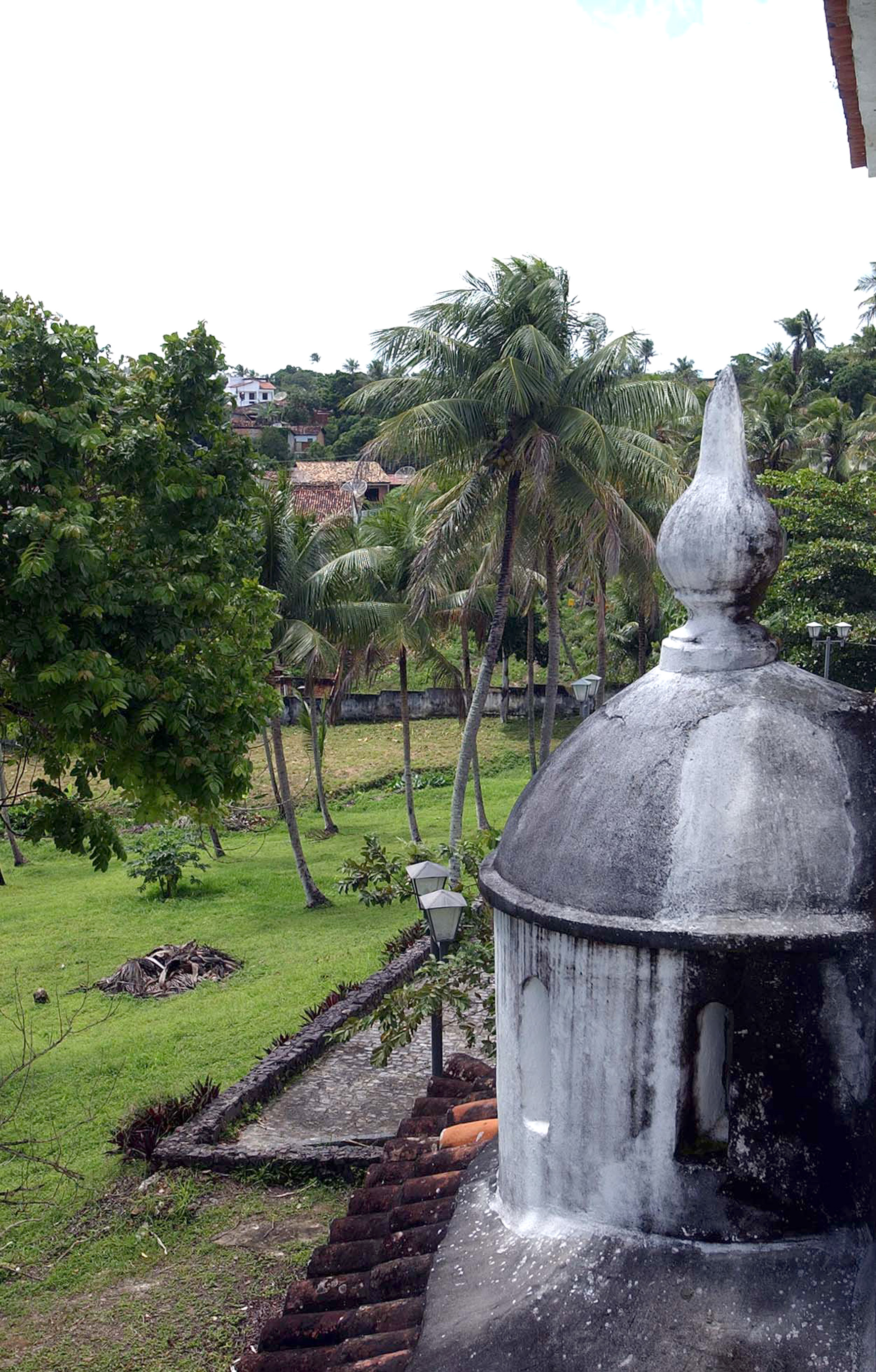
Nhà thờ ở São Cristóvão.

São Cristóvão (Bồ Đào Nha phát âm: [sɐw kɾistɔvɐw], Saint Christopher, tiếng Tây Ban Nha là San Cristobal) là một thị trấn cổ nằm ở tiểu bang Sergipe, Đông Bắc Brasil. Dân số của thị trấn là 75.104 người (2009) và diện tích của nó là 437 km ² . Đây là đô thị lớn thứ 3 ở tiểu bang này, sau Aracaju và Nossa Senhora do Socorro. Thị trấn có trường đại học Liên bang Sergipe.
Thị trấn là một cảng vận chuyển, cùng với các ngành công nghiệp xay xát và chưng cất.

## Lịch sử
Thị trấn cổ này được thành lập bởi người Bồ Đào Nha tên là Cristovao de Barros vào ngày 1 tháng 1 năm 1590 (trong thời gian khi Bồ Đào Nha, Tây Ban Nha và cả công quốc Napoli đều dưới sự cai trị của vua Felipe II của Tây Ban Nha), là một trong những nơi đầu tiên được thành lập tại Sergipe, khiến nó trở thành đô thị lâu đời thứ 4 ở Brazil. Sự phát triển của thị trấn theo mô hình đô thị Bồ Đào Nha theo hai kế hoạch: thị trấn cao hơn, nơi trụ sở của quyền lực dân sự và tôn giáo; và thị trấn thấp hơn, với các bến cảng, các nhà máy và dân số thu nhập thấp [3].
Năm 1637, nó bị xâm chiếm bởi người Hà Lan, khiến thị trấn hầu như bị phá hủy. Quân đội Tây Ban Nha dưới sự chỉ huy của bá tước Bagnoli, chống trả lại những người Hà Lan. Năm 1645 người Hà Lan đã bị đánh đuỏi khỏi Sergipe, lúc đó, thị trấn chỉ còn là một đống đổ nát.
Vào cuối thế kỷ 17, Sergipe đã được sáp nhập vào Bahia. Năm 1740, São Cristóvão bị xâm lược bởi các cư dân Vila Nova, ở phía bắc Sergipe, nổi loạn chống lại Bồ Đào Nha. Vào giữa thế kỷ 18, thị trấn được xây dựng lại hoàn toàn.
Ngày 08 tháng 7 năm 1820, theo nghị định của João VI của Bồ Đào Nha, Sergipe được tách ra, và São Cristóvão được chuyển đổi thành thủ phủ.
Cuối những năm nửa sau thế kỷ 19, các lãnh chúa của các nhà máy dẫn đầu một phong trào với mục đích di chuyển thủ phủ về một vùng khác, nơi có một cảng có khả năng tiếp nhận các tàu lớn hơn để tạo điều kiện thuận lợi cho việc xuất khẩu sản xuất đường, nguồn kinh tế thu nhập chính của thị trấn.
Đây là thủ phủ của bang cho đến ngày 17 tháng 3 năm 1855, khi Inacio Joaquim Barbosa chuyển thủ phủ về thành phố Aracaju. Từ thời điểm đó thị trấn này trải qua một quá trình suy giảm dân số và cuộc khủng hoảng kinh tế nghiêm trọng, mà chỉ có thể được giảm bớt vào đầu thế kỷ 20 với sự ra đời của các nhà máy sản xuất dệt và đường sắt.
Năm 1967, thị trấn được chỉ định là một di tích quốc gia để bảo tồn kiến trúc thuộc địa của nó. Trong số các tòa nhà thiêng liêng quan trọng là: Nhà thờ Giáo hội và tu viện São Francisco (1693), Santa Casa de Misericordia (Tu viện được thành lập thế kỷ 17), Nhà thờ Đức Mẹ Maria (1751), Nhà thờ Giáo hội Đức Mẹ chiến thắng (1766) và một số nhà thờ quan trọng khác được xây dựng từ thế kỷ 18, bao gồm cả Giáo hội, Nhà thờ Giáo hội Đức Mẹ Amparo, và Tu viện São Bento. Bảo tàng Nghệ thuật Thánh của Giáo hội và Tu viện São Francisco, được xem là một trong những công trình quan trọng nhất ở Brazil.

## Di sản văn hóa và quảng trường São Francisco
Các tòa nhà tráng lệ và các công trình lịch sử của thị trấn, tập trung nhiều nhất là ở quảng trường São Francisco, đã được công nhận là một di sản thế giới của UNESCO vào năm 2010.

### Quảng trường São Francisco
Quảng trường São Francisco của thị trấn cổ São Cristóvão là một không gian mở hình tứ giác bao quanh là các tòa nhà cổ kính xây dựng ngay từ thời kỳ đầu tiên như: Nhà thờ Giáo hội và tu viện São Francisco, Nhà thờ Giáo hội Santa Casa da Misericordia, cung điện của thị trấn và các tòa nhà lịch sử quan trọng khác. Quần thể tượng đài này, cùng với xung quanh là các ngôi nhà được xây dựng từ thế kỷ 18, 19, tạo ra một cảnh quan đô thị, phản ánh lịch sử của thị trấn gắn liền với nguồn gốc của nó. Quảng trường São Francisco là một ví dụ về kiến trúc điển hình của sự tôn giáo phát triển ở phía Đông bắc Brazil.

### Giáo hội và Tu viện San Francisco
Còn được gọi với cái tên là tu viện Santa Cruz, tu viện San Francisco đã được thành lập bởi Correa Bernardo Leitão vào năm 1659. Vốn đầu tư xây dựng được vận động quyên góp từ những người dân trong vùng.
Trong thế kỷ 19, cơ sở tu viện được sử dụng để đặt Đại hội đồng tỉnh và Kho bạc tỉnh (trước đây là tỉnh).
Trong giữa thế kỷ 19, tháp chuông bị đe dọa sụp đổ vì nền móng của nó được làm bằng gạch sống và không thể chịu được trọng lượng. Vì vậy, chính quyền tỉnh đã quyết định xây dựng lại một tòa tháp mới, nhưng thủ phủ của tỉnh đã được chuyển đến Aracaju, vì vậy tòa tháp thứ hai đã không được hoàn thành.
Với lệnh cấm các dòng tu mới du nhập vào, dưới triều đại của Pedro II của Bồ Đào Nha, tòa nhà đã bị bỏ hoang cho đến năm 1902, khi nó được cải tạo lại bởi các nhà sư Đức. Cải cách này kết thúc với việc tháp chuông được hoàn thành vào năm 1908. Một lần nữa vào năm 1938, với một cuộc cải tạo nữa đã đem lại cho nó một phong cách Art Deco nhưng không cân xứng với phong cách thuộc địa. Vì vậy, viện di sản lịch sử và nghệ thuật quốc gia đã quyết định phá hủy tháp chuông này vào năm 1941 để xây dựng tháp hiện tại vào năm 1943, có phong cách được tích hợp phù hợp với quần thể kiến trúc.
Nhà thờ có một hiên được tạo bởi bốn vòm đá. Hiện nay, tu viện là Bảo tàng Nghệ thuật Thánh.

### Nhà thờ Giáo hội Santa Casa de Misericordia
Nơi đây phục vụ với mục đích như một trường học và là nhà cho các nữ tu sĩ. Thế kỷ 19, nơi đây là một bệnh viện, nhưng sau đó không lâu đã phải đóng cửa vì mất viện trợ cùng việc không có đủ trang thiết bị cần thiết và bác sĩ chữa bệnh.
Năm 1922, tòa nhà được quản lý và sử dụng như là một trại trẻ mồ côi.